# Donación médica
Una donación médica es un tipo de donación que se utiliza para curar o mejorar un tratamiento a un paciente.
Hay una gran variedad de donaciones. No solo se donan órganos, sino también tejidos, sangre o incluso células solas como las células madre o los óvulos.

## Tipos de donaciones

### Órganos
Las donaciones de órganos se suelen hacer de un cadáver al paciente vivo. Algunos órganos también se pueden donar in vivo como los riñones o parte del hígado (que se puede regenerar).
Actualmente, se empieza a trasplantar órganos no vitales como la cara o las extremidades. Algunos de los órganos que se pueden donar son: corazón, páncreas, intestino grueso, riñón, córnea y el pulmón.

### Tejidos
La sangre también se puede donar en una extracción o solo parte de sus componentes. Con la aféresis el cuerpo recupera antes lo donado y se pueden hacer más a menudo. Por otra parte, es un proceso más largo e incómodo.
La sangre de las donaciones completas, se suele separar en sus componentes (plasma, plaquetas, glóbulos rojos, etc) para poder usarla en más tratamientos. Las células que la componen tienen diferente caducidad y con la separación se aumenta el tiempo que se pueden conservar.
La médula ósea se dona mediante un proceso similar a la aféresis, pero antes el proceso era más agresivo. El donante se inscribe en una base de datos y es requerido cuando un paciente es compatible con él. Aunque no hay ninguna obligación a donar cuando avisado, no suelen rechazar la petición.

### Gametos
Se puede donar semen y óvulos (donación de ovocitos) para utilizarlos en tratamientos de fertilidad. La donación debe ser consentida y por propia voluntad, en la mayoría de los países es anónima y gratuita. La extracción de óvulos femeninos es un proceso mucho más complicado que la donación de esperma. Para poder donar gametos antes hay que pasar por una serie de pruebas de controles que verifiquen que los gametos donados son de calidad.
De acuerdo con lo establecido en el art. 5.7 de la Ley 14/2006, sobre técnicas de reproducción asistida humana, el número máximo autorizado de hijos nacidos en España que hubieran sido generados con gametos de un mismo donante no deberá ser superior a seis.
A su vez, se debe asegurar tanto el anonimato de los donantes como de los receptores de dichos gametos.
La edad para donar gametos está estrictamente limitada, de 18 a 35 años en mujeres y de 18 a 50 años en hombres.
En la actualidad, existe un debate ético bastante profundo sobre si se debe mantener el anonimato de los donantes o no. El auge que ha sufrido este tema se debe a que en el último encuentro de la ESHRE (European Society of Human Reproduction and Embryology) en Viena, se ha sabido que el Consejo de Europa acaba de plantear la eliminación del anonimato en las donaciones de gametos a escala europea.  ¿Intimidad o identidad? Esa es la gran pregunta que se plantea. Mientras algunas personas piensan que debe prevalecer la intimidad del donante, otras piensan que es más importante que un niño o niña nacido por técnicas de reproducción asistida pueda saber cuál es su origen. Cabe destacar que la Sociedad Española de Fertilidad se posiciona firmemente en contra de eliminar el anonimato. Sus principales argumentos son:
- España es líder en la realización de tratamientos de reproducción asistida con donación de gametos y embriones. Alrededor del 20% de estos tratamientos se realizan en pacientes extranjeros, muchos de ellos procedentes de aquellos países en los que la donación ya no es anónima.
- Cada vez hay más demanda de tratamientos de fertilidad por parte de mujeres solteras o parejas lesbianas, nuevos modelos de familia que necesitan la donación de semen para tener descendencia.
- No solo la herencia genética es importante para conformar la identidad del individuo. También existe una herencia epigenética que depende exclusivamente de la gestante, mediante la cual se modula la manifestación de los genes heredados.
- La donación de gametos ofrece la oportunidad de concebir y criar niños muy deseados por parte de parejas con infertilidad, los cuales se verían enormemente perjudicados con la eliminación de la regla del anonimato.
-Los países que han derogado el anonimato de la donación de gametos, como Reino Unido, han sufrido una disminución importante en el número de donaciones. La consecuencia de esto es que se han empezado a bajar los estándares de calidad a la hora de la selección de donantes como, por ejemplo, el requisito de la edad.
Por último, con motivo de salvaguardar el derecho a la identidad y conocimiento de los orígenes de los menores, la SEF insiste en la importancia de que los padres den a conocer a sus hijos cuál ha sido su origen y las técnicas utilizadas para su concepción, sin necesidad de que se tenga que desvelar la identidad de los donantes.
En el bando opuesto, el principal motivo por el que se defiende el no anonimato de los donantes es por el derecho a la identidad de los niños nacidos mediante esta práctica, sobre todo basándose en cuestiones de salud. Según indican, conocer las historia familiar y los riesgos de sufrir determinadas enfermedades es crucial para poder tomar medidas preventivas. No obstante, la Ley 14/2006 ya contempla este supuesto y tiene como excepción poder contactar con el o la donante en caso de enfermedad grave o si peligra la vida del niño. Además, también hay quienes argumentan que conocer los orígenes genéticos de cada uno es fundamental para forjar adecuadamente su identidad personal.
La solución a este complejo debate la sabremos en un futuro próximo.

### Otros
La leche materna se puede donar para niños prematuros o a los que su madre no puede darles el pecho. Aunque existen sustitutos artificiales a partir de leche de vaca, no han podido igualar a la leche natural. Sobre todo en bebes con problemas de salud es muy recomendable.
No es difícil conservar la leche de forma casera simplemente congelándola en un recipiente. En los bancos de leche materna, además es pasteurizada antes de congelarse.
Otros tipos de donaciones médicas:
- Piel
- Células madre
- Orina de mujeres con menopausia para obtener fármacos. Es muy común para la obtención de FSH utilizado para la estimulación folicular en tratamientos de reproducción in vitro.
- Ojos, córneas, etc.
- Placenta, utilizada por las empresas farmacéuticas.